# أولاد اعلي (سيدي محمد بن الحسن)
أولاد اعلي هي إحدى مشيخات المملكة المغربية، تتبع جغرافيا لإقليم تاونات وإداريًا لسيدي محمد بن الحسن. يقدر عدد سكانها بـ 4687 نسمة حسب الإحصاء الرسمي للسكان والسكنى لسنة 2004.